# 東祖谷奥ノ井
東祖谷奥ノ井（ひがしいやおくのい）は、徳島県三好市の町名。2021年（令和3年）11月30日現在の人口は8人、世帯数は5世帯。郵便番号は778-0203。東祖谷奥の井とも表記される。

## 地理
三好市の南部に位置。北から東は東祖谷落合、南は東祖谷大枝・東祖谷栗枝渡、西は東祖谷小島・西祖谷山村坂瀬・西祖谷山村小祖谷とそれぞれ接する。全域が山林となっており、南側に住居が点在する。

### 山岳
- 寒峰

### 河川
- 鎖谷川 - 祖谷川の支流。

## 歴史
- 2006年（平成18年）3月1日 - 三好郡東祖谷山村が三野町・池田町・山城町・井川町・西祖谷山村と合併して三好市が発足し、現在の町名となる。

## 世帯数と人口
2021年（令和3年）11月30日現在の世帯数と人口は以下の通りである。
| 町丁         | 世帯数 | 人口 |
| ------------ | ------ | ---- |
| 東祖谷奥ノ井 | 5世帯  | 8人  |

## 小・中学校の学区
市立小・中学校に通う場合、学区は以下の通りとなる。
| 番地 | 小学校               | 中学校               |
| ---- | -------------------- | -------------------- |
| 全域 | 三好市立東祖谷小学校 | 三好市立東祖谷中学校 |

## 交通

### 鉄道
- 最寄駅はJR土讃線の大歩危駅。